# Саки Семиріччя

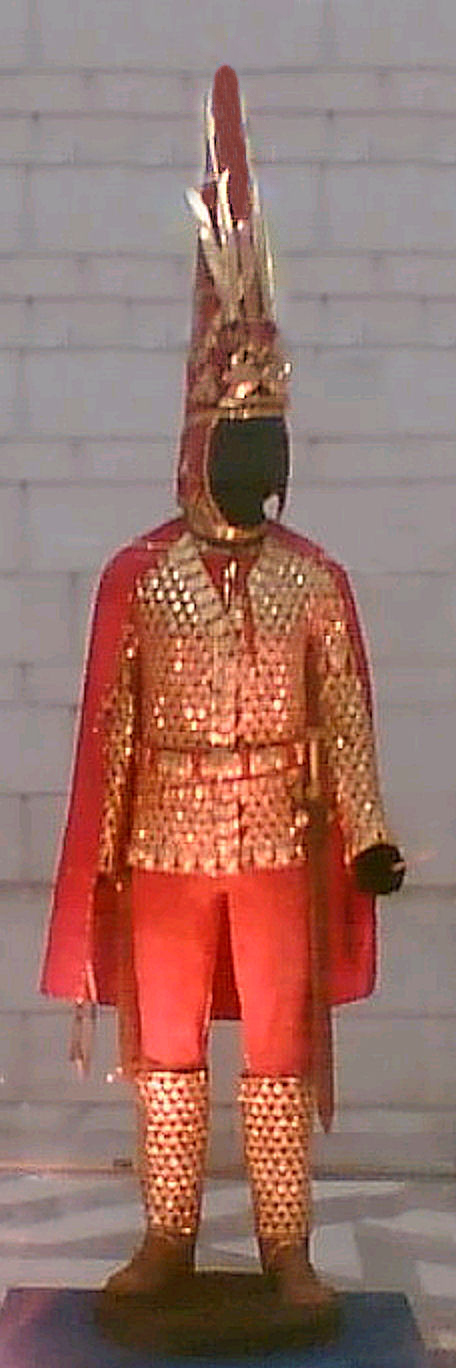
Парадний обладунок сакського царя, знайдений в іссикському кургані під Алма-Ати, Казахстан.

Саки Семиріччя (сакаравли (грец. Σακάραυλοι), сакарауки (лат. Sacaraucae/Saraucae), шяка (санскр. śaka), індо-скіфи, се (кит.: 塞; піньїнь: Sāi)) — група кочових іранських племен, що мешкала у Семиріччі, на території сучасного Казахстану.

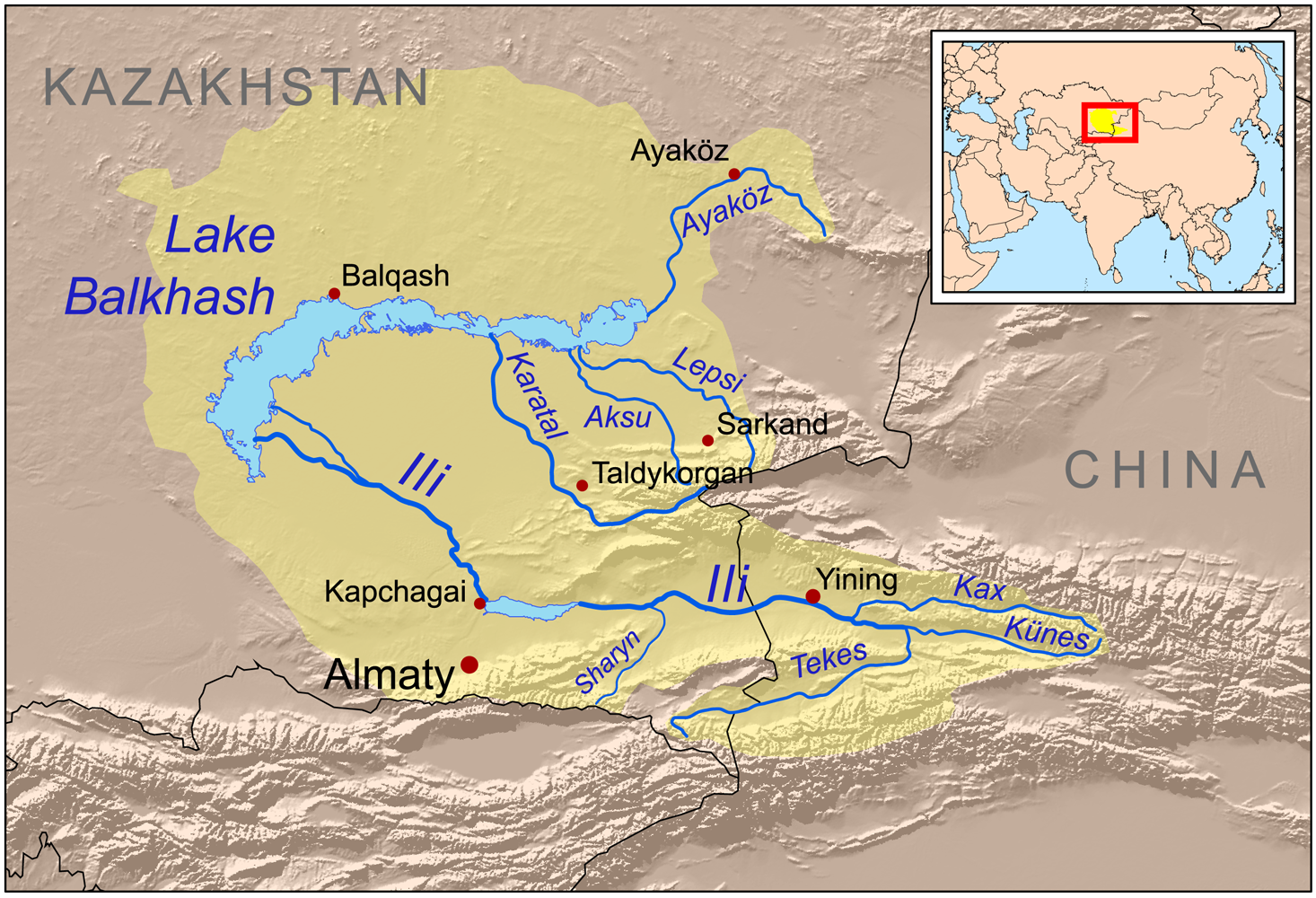
Область Семиріччя.

Щодо історії саків Семиріччя, то, наразі немає жодних епіграфічних згадок до часу їхньої міграції на південь, до східних кордонів Парфії, де вони стали відомими як сакаравли чи сакарауки. Джерелами для історичних досліджень тогочасних саків є здебільшого археологічні пам'ятки. Дуже цікавими, але й настільки ж суперечливими є епіграфічні пам'ятки та зображення тамг.
Отже, відомо, що у 166-165 рр. до н. е. після знакової поразки від хунну та усунів юечжі мігрують з Ганьсу до Семиріччя, розбивають саків, й примушують останніх мігрувати на південь. Перетнувши Памір та Каракорум саки вийшли до долини Сват та Гандхари. Трохи згодом саки перетинають Гіндукуш та розселяються у Пенджабі та Таксилі. Звідти саки й далі поширюють свою експансію у південному напрямку, захопивши великі території, та давши нову назви захопленим територіям — Сакастан у сучасному Кандагарі.
У 129 р. до н. е. залучені до війни проти Селевкідів саки розбивають парфянське військо та вбивають Фраата II Аршака.
Після поразки від Мітрідата II Аршакіда, напрямок експансії саків із західного змінився на східний, вони захоплюють Сінд, який з цього часу в індійській літературі зветься Шакадвіпа, а у епіграфічних пам'ятках сакських правителів — Сакастан (Saḵastanasa від Гандхари до Дрангіани) та, згодом, поширюють владу у південно-східному напрямку до Гуджарату та західних регіонів сучасної Індії, де династії Кшахарата та Кардамака (з гілкою Рудрасімха), більше відомі як Західні Кшатрапи, панують до V ст. н. е.

Території розселення саків на індоіранській межі.

Розселившись на величезних територіях, саки переважно не нищили місцеву еліту, а інкорпорували представників як різних еллінських держав, так й місцевої родоплемінної верхівки. Наразі відомі монети династів, які носять грецькі імена (Артемідор тощо), але декларують свою належність до правлячої родини саків. У китайських джерелах царів Гандхари, яких у європейській історичній традиції називають індо-грецькими царями, у першому сторіччі до н. е. називають сесьцями, тобто саками. До власне саків ірано-індійського порубіжжя застосовується термін індо-скіфи.
На захоплених територіях саки не змогли утворити сталого політичного утворення. Відома лише декілька «царів царів» саків, які справді могли підтвердити свій титул — Май (Мога) Великий (перша чверть I ст. до н. е.), Аз I Великий (47/46 — ?), Гондофар I (30/31 — 56/57), держави яких, за сталою історичною традицією, започаткованою ще за часів, коли майже єдиним джерелом щодо історії саків в Індії була нумізматика, й досі називають окремими визначеннями: Індо-скіфське царство та Індо-парфянське царство. Наразі вже майже ні в кого не викликає сумніву наступна констатація: 
| «… розрізняти „індо-скіфів“ та „індо-парфян“ немає сенсу. Незважаючи на ономастичні паралелі з родиною Аршакідів, зв'язок Вонона, Гондофара та їхнього клану з парфянською династією залишається проблематичним…»[4] |
Після смерті Гондофара як єдине державне утворення Сакастан вже не існував, та, урешті-решт, майже усі сакські держави були інкорпоровані до новоствореної держави кушан ще до кінця I ст.
Незважаючи на власну нездатність до сталого об'єднання, сакська еліта зробила великий внесок в історію різних держав — Парфянського царства, Імперії Сасанідів, Кушанського царства та, перед усім, Індії, де й наразі використовують системи літочислення, побудовані на започаткованих сакськими правителями ерах (Індійський цивільний календар). В Індії саки переважно асимільовані, хоча висловлено думку, що сакське походження мають, принаймні, джати та раджпути.
Нижче оглядово наведено список представників низки сакських родів.

#### Сурена

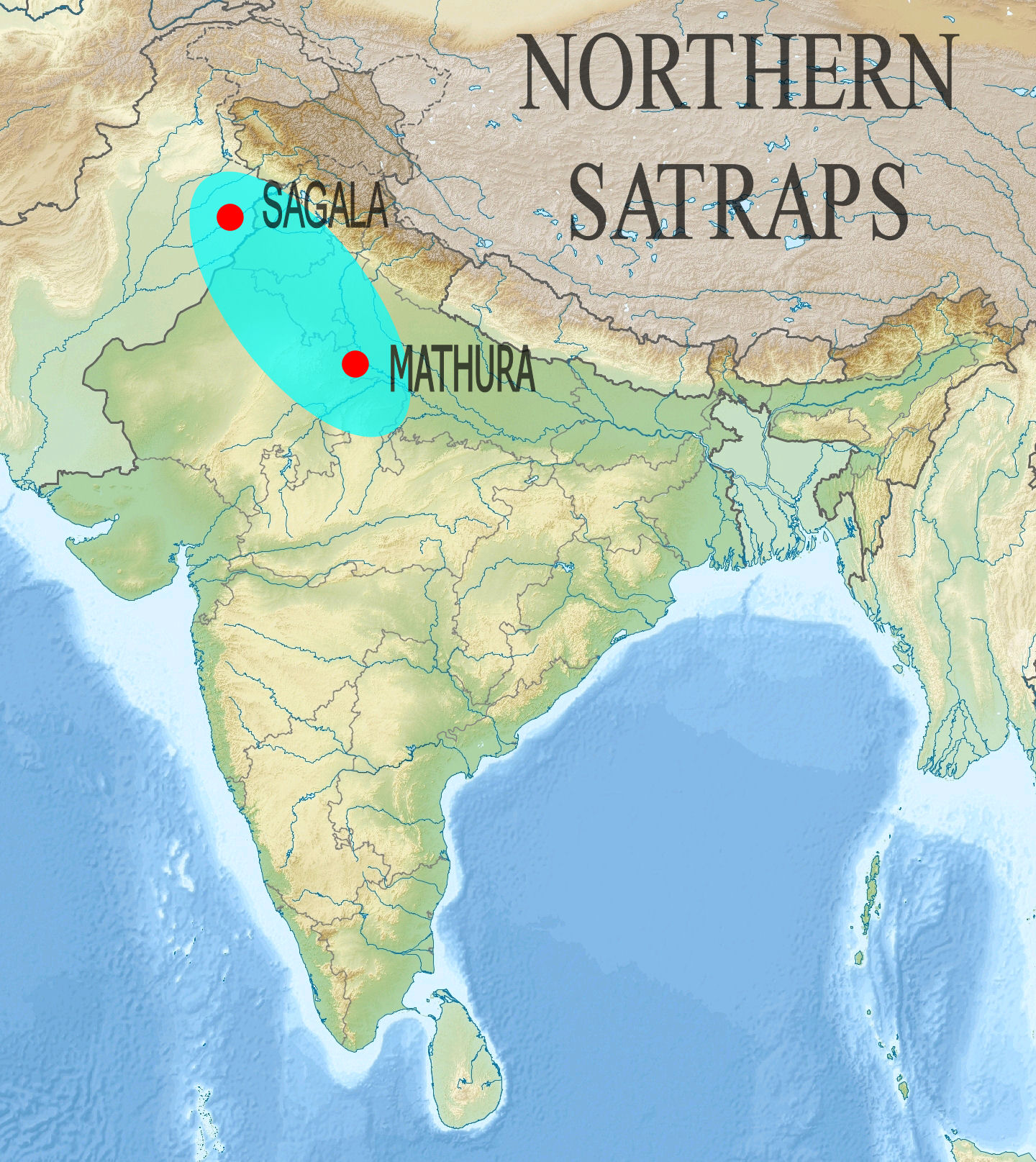
Мапа царства магакшатрапів Матхури (Mathura) (Північні Кшатрапи, Камуйя)

## Династії саків аравалів докушанського часу

#### Камуйя (Камбуджа)
Династія Камуйя/Камбуджа (Північні Кшатрапи) пов'язана з гілкою Сурена, що правила у Матхурі й Сагалі та з тубільними племенами камбуджа, що мешкали на цих територіях задовго до захоплення їх саками. У пізнішій брамінській традиції народи яуна (греки), пахлава (парфяни), камбуджа та шака (саки) об'єднувались у групу чи то північних варварів-чужинців, чи то кшатріїв, що деградували до рівня шудр.
Наразі найпоширенішою є думка, за якою скіфи взяли під свій контроль Матхуру близько межі першої та другої третин першого сторіччя до н. е. За нумізматичними пам'ятками першим кшатрапом на цих територіях був Гаґамаша Гаґана (чи дві різні персони — Гаґамаша та Гаґана). Ступінь їхніх родинних зв'язків з наступними правителями чи взагалі їх наявність невідома.
Найбільш інформативним щодо перших Північних Кшатрапів є напис на Левовій Капітелі, який показує особливий статус дружини магакшатрапа Раджувули Ясі Камуйї та можливе поєднання у цьому шлюбі двох різних гілок сакської еліти.
Уже за сина Ясі та Раджувули Содаси Північні Кшатрапи потрапили у залежність до Кушан.
| Представники Магакшатрапів Мату (Камуйя) | Представники Магакшатрапів Мату (Камуйя)       | Представники Магакшатрапів Мату (Камуйя) | Представники Магакшатрапів Мату (Камуйя) | Представники Магакшатрапів Мату (Камуйя)                                                             | Представники Магакшатрапів Мату (Камуйя) | Представники Магакшатрапів Мату (Камуйя) |
| Ім'я                                     | Роки панування                                 | Ім'я та титулатура грецькою              | Джерело                                  | Ім'я та титулатура пракритами                                                                        | Джерело                                  | Примітки |
| ---------------------------------------- | ---------------------------------------------- | ---------------------------------------- | ---------------------------------------- | --- | ---------------------------------------- | --- |
| Арта Сурена                              |                                                | Χαραηωστει Σατραπει Αρταυου              |                                          | Kshatrapasa pra Kharaostasa Artasa putrasa                                                           | нумізматика                              | перший наразі відомий правитель з саків на території Індії та кшатрап м. Чухса, слід враховувати той факт, що його ім'я відоме виключно як патронім, можливо рух саків до Індії за часів Мая-Моги очолював його син Харагоста. |

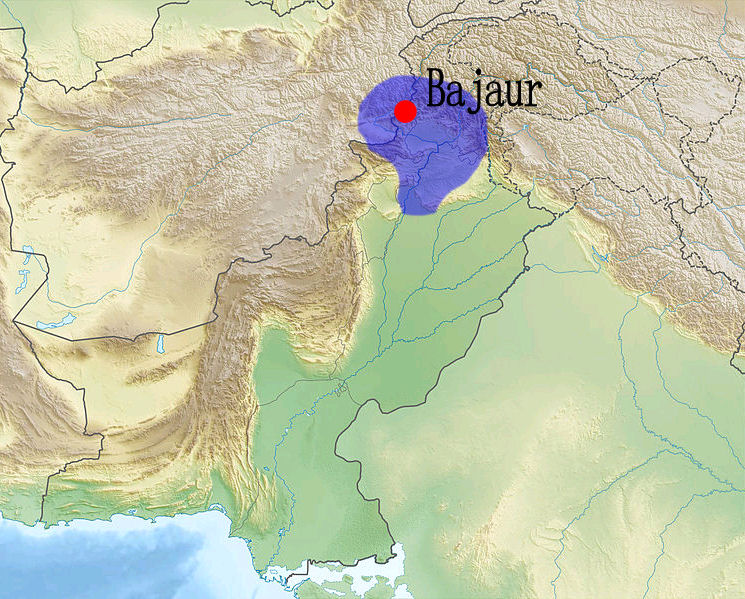
Мапа царства Апрака

| Харагоста Камуйя                         |                                                | Χαραηωστει Σατραπει Αρταυου              |                                          | Kshatrapasa pra Kharaostasa Artasa putrasa                                                           |                                          | син Арти, перший з представників династії, хто носив ім'я Камуйя, яке згодом стало назвою цієї окремої гілки Сурена |
| Харагоста Камуйя                         | Khaṟaostasa yuvaraña                           | Χαραηωστει Σατραπει Αρταυου              | CKI0048                                  | |                                          | син Арти, перший з представників династії, хто носив ім'я Камуйя, яке згодом стало назвою цієї окремої гілки Сурена |
| Гаджатрія (Муджатрія)                    |                                                |                                          |                                          | (av.) maharajasa mahatasa dhramikasa rajatirajasa ayasa (ob.) kṣatrapasa kharaostaputrasa mujatriasa |                                          | Син та наступник Харагости, брат Ясі Камуї, відомий лише за раритетними монетами. Сучасник Аза (II). Ймовірно правив нетривалий час, за невизначених обставин його наслідував чоловік сестри Раджувула.                        |
| Гаджатрія (Муджатрія)                    | bhratra hayuar⟨*e⟩na                           | CKI0048                                  |                                          | |                                          | Син та наступник Харагости, брат Ясі Камуї, відомий лише за раритетними монетами. Сучасник Аза (II). Ймовірно правив нетривалий час, за невизначених обставин його наслідував чоловік сестри Раджувула.                        |
| Раджувула                                |                                                |                                          |                                          | Chatrapasa apratihatacakrasa Rujuvulusa Mahakșatrapasa apratihatacakrasa Rujuvulusa                  | нумізматика                              | Чоловік Ясі Камуї, доньки Харагости. Серія монет з легендою грец. σωτηρος та брахмі apratihatacakrasa свідчить про певну важливу військову перемогу, можливо захоплення Сагала                                                 |
| Раджувула                                | mahakṣatrovasa Rajulasa                        | CKI0048                                  |                                          | |                                          | Чоловік Ясі Камуї, доньки Харагости. Серія монет з легендою грец. σωτηρος та брахмі apratihatacakrasa свідчить про певну важливу військову перемогу, можливо захоплення Сагала                                                 |
| Ясі Камуйя                               |                                                |                                          |                                          | agramaheṣ̱ia Yasia Kamuia dhitra Khaṟaostasa yuvaraña                                                 | CKI0048                                  | дружина Раджувули з титулом старша дружина Ясі, Камуйї донька |
| Содаса                                   |                                                |                                          |                                          | Mahakshatrapaputasa Khatapasa Sodasasa                                                               |                                          | син та наступник Ражувули, з нумізматичних джерел — на певному етапі (ймовірно третя чверть чи межа другої-третьої третини першого сторіччя) залежність від Кудзули Кадфіза Кушана.                                            |
| Содаса                                   | mahakṣatravasa vajulasaputra śuḍase kṣatrave   | CKI0048                                  |                                          | |                                          | син та наступник Ражувули, з нумізматичних джерел — на певному етапі (ймовірно третя чверть чи межа другої-третьої третини першого сторіччя) залежність від Кудзули Кадфіза Кушана.                                            |
| Харапаллана                              | напис, датований третім роком Канішки (130 р.) | Χαροβαλανο                               |                                          | mahākṣatrapena kharapallānena                                                                        | Ksatrapena Vanasparena Kharapallanena    | |
| Ванаспара                                | напис, датований третім роком Канішки (130 р.) |                                          |                                          | kṣatrapena vanaṣparena                                                                               | Ksatrapena Vanasparena Kharapallanena    | |

|  |  |  |  |  |  |  |  | Арта                           | Арта                           | Арта                           | Арта                           | Арта                           | Арта                           |  |  | Пішпасі         | Пішпасі         | Пішпасі         | Пішпасі         | Пішпасі         | Пішпасі         |  |  |           |           |           |           |           |           |  |  |   |   |   |   |   |   |  |  |  |  |  |  |  |  |  |  |  |  |  |  |  |  |  |  |  |  |  |  |  |  |  |  |  |  |  |  |  |  |  |  |
|  |  |  |  |  |  |  |  | Арта                           | Арта                           | Арта                           | Арта                           | Арта                           | Арта                           |  |  | Пішпасі         | Пішпасі         | Пішпасі         | Пішпасі         | Пішпасі         | Пішпасі         |  |  |           |           |           |           |           |           |  |  |   |   |   |   |   |   |  |  |  |  |  |  |  |  |  |  |  |  |  |  |  |  |  |  |  |  |  |  |  |  |  |  |  |  |  |  |  |  |  |  |
|  |  |  |  |  |  |  |  |                                |                                |                                |                                |                                |                                |  |  |                 |                 |                 |                 |                 |                 |  |  |           |           |           |           |           |           |  |  |   |   |   |   |   |   |  |  |  |  |  |  |  |  |  |  |  |  |  |  |  |  |  |  |  |  |  |  |  |  |  |  |  |  |  |  |  |  |  |  |
|  |  |  |  |  |  |  |  |                                |                                |                                |                                |                                |                                |  |  |                 |                 |                 |                 |                 |                 |  |  |           |           |           |           |           |           |  |  |   |   |   |   |   |   |  |  |  |  |  |  |  |  |  |  |  |  |  |  |  |  |  |  |  |  |  |  |  |  |  |  |  |  |  |  |  |  |  |  |
|  |  |  |  |  |  |  |  | Харагоста Камуя                | Харагоста Камуя                | Харагоста Камуя                | Харагоста Камуя                | Харагоста Камуя                | Харагоста Камуя                |  |  | Абугола         | Абугола         | Абугола         | Абугола         | Абугола         | Абугола         |  |  |           |           |           |           |           |           |  |  |   |   |   |   |   |   |  |  |  |  |  |  |  |  |  |  |  |  |  |  |  |  |  |  |  |  |  |  |  |  |  |  |  |  |  |  |  |  |  |  |
|  |  |  |  |  |  |  |  | Харагоста Камуя                | Харагоста Камуя                | Харагоста Камуя                | Харагоста Камуя                | Харагоста Камуя                | Харагоста Камуя                |  |  | Абугола         | Абугола         | Абугола         | Абугола         | Абугола         | Абугола         |  |  |           |           |           |           |           |           |  |  |   |   |   |   |   |   |  |  |  |  |  |  |  |  |  |  |  |  |  |  |  |  |  |  |  |  |  |  |  |  |  |  |  |  |  |  |  |  |  |  |
|  |  |  |  |  |  |  |  |                                |                                |                                |                                |                                |                                |  |  |                 |                 |                 |                 |                 |                 |  |  |           |           |           |           |           |           |  |  |   |   |   |   |   |   |  |  |  |  |  |  |  |  |  |  |  |  |  |  |  |  |  |  |  |  |  |  |  |  |  |  |  |  |  |  |  |  |  |  |
|  |  |  |  |  |  |  |  |                                |                                |                                |                                |                                |                                |  |  |                 |                 |                 |                 |                 |                 |  |  |           |           |           |           |           |           |  |  |   |   |   |   |   |   |  |  |  |  |  |  |  |  |  |  |  |  |  |  |  |  |  |  |  |  |  |  |  |  |  |  |  |  |  |  |  |  |  |  |
|  |  |  |  |  |  |  |  | Муджатрія (Гаджатрія / Гаюара) | Муджатрія (Гаджатрія / Гаюара) | Муджатрія (Гаджатрія / Гаюара) | Муджатрія (Гаджатрія / Гаюара) | Муджатрія (Гаджатрія / Гаюара) | Муджатрія (Гаджатрія / Гаюара) |  |  | Ясі Камуя       | Ясі Камуя       | Ясі Камуя       | Ясі Камуя       | Ясі Камуя       | Ясі Камуя       |  |  | Раджувула | Раджувула | Раджувула | Раджувула | Раджувула | Раджувула |  |  |   |   |   |   |   |   |  |  |  |  |  |  |  |  |  |  |  |  |  |  |  |  |  |  |  |  |  |  |  |  |  |  |  |  |  |  |  |  |  |  |
|  |  |  |  |  |  |  |  | Муджатрія (Гаджатрія / Гаюара) | Муджатрія (Гаджатрія / Гаюара) | Муджатрія (Гаджатрія / Гаюара) | Муджатрія (Гаджатрія / Гаюара) | Муджатрія (Гаджатрія / Гаюара) | Муджатрія (Гаджатрія / Гаюара) |  |  | Ясі Камуя       | Ясі Камуя       | Ясі Камуя       | Ясі Камуя       | Ясі Камуя       | Ясі Камуя       |  |  | Раджувула | Раджувула | Раджувула | Раджувула | Раджувула | Раджувула |  |  |   |   |   |   |   |   |  |  |  |  |  |  |  |  |  |  |  |  |  |  |  |  |  |  |  |  |  |  |  |  |  |  |  |  |  |  |  |  |  |  |
|  |  |  |  |  |  |  |  |                                |                                |                                |                                |                                |                                |  |  |                 |                 |                 |                 |                 |                 |  |  |           |           |           |           |           |           |  |  |   |   |   |   |   |   |  |  |  |  |  |  |  |  |  |  |  |  |  |  |  |  |  |  |  |  |  |  |  |  |  |  |  |  |  |  |  |  |  |  |
|  |  |  |  |  |  |  |  |                                |                                |                                |                                |                                |                                |  |  |                 |                 |                 |                 |                 |                 |  |  |           |           |           |           |           |           |  |  |   |   |   |   |   |   |  |  |  |  |  |  |  |  |  |  |  |  |  |  |  |  |  |  |  |  |  |  |  |  |  |  |  |  |  |  |  |  |  |  |
|  |  |  |  |  |  |  |  | ?                              | ?                              | ?                              | ?                              | ?                              | ?                              |  |  | Судаса (Шудаса) | Судаса (Шудаса) | Судаса (Шудаса) | Судаса (Шудаса) | Судаса (Шудаса) | Судаса (Шудаса) |  |  | Нададіяка | Нададіяка | Нададіяка | Нададіяка | Нададіяка | Нададіяка |  |  | ? | ? | ? | ? | ? | ? |  |  |  |  |  |  |  |  |  |  |  |  |  |  |  |  |  |  |  |  |  |  |  |  |  |  |  |  |  |  |  |  |  |  |
|  |  |  |  |  |  |  |  | ?                              | ?                              | ?                              | ?                              | ?                              | ?                              |  |  | Судаса (Шудаса) | Судаса (Шудаса) | Судаса (Шудаса) | Судаса (Шудаса) | Судаса (Шудаса) | Судаса (Шудаса) |  |  | Нададіяка | Нададіяка | Нададіяка | Нададіяка | Нададіяка | Нададіяка |  |  | ? | ? | ? | ? | ? | ? |  |  |  |  |  |  |  |  |  |  |  |  |  |  |  |  |  |  |  |  |  |  |  |  |  |  |  |  |  |  |  |  |  |  |
|  |  |  |  |  |  |  |  |                                |                                |                                |                                |                                |                                |  |  |                 |                 |                 |                 |                 |                 |  |  |           |           |           |           |           |           |  |  |   |   |   |   |   |   |  |  |  |  |  |  |  |  |  |  |  |  |  |  |  |  |  |  |  |  |  |  |  |  |  |  |  |  |  |  |  |  |  |  |
|  |  |  |  |  |  |  |  |                                |                                |                                |                                |                                |                                |  |  |                 |                 |                 |                 |                 |                 |  |  |           |           |           |           |           |           |  |  |   |   |   |   |   |   |  |  |  |  |  |  |  |  |  |  |  |  |  |  |  |  |  |  |  |  |  |  |  |  |  |  |  |  |  |  |  |  |  |  |
|  |  |  |  |  |  |  |  |                                |                                |                                |                                |                                |                                |  |  | Харагоста       |                 |                 |                 |                 |                 |  |  |           |           |           |           |           |           |  |  |   |   |   |   |   |   |  |  |  |  |  |  |  |  |  |  |  |  |  |  |  |  |  |  |  |  |  |  |  |  |  |  |  |  |  |  |  |  |  |  |

#### Царі Апрака (Апракараджі)
Апракараджі — династія раджів Апрак (Баджаура). Першим відомим правителем є Віджаямітра, початок правління якого припадає на останню третину/чверть I ст.до н. е. Апракараджі були великими прихильниками буддизму. Саме велика кількість посвят, які супроводжували побудову монастирів та інших культових споруд, зроблених від імені представників цієї династії, зберегли їхні імена до нашого часу. Відомі нечисленні монети останніх із відомих представників Апракарадж, карбовані за часів царя царів Гондофара. Цікавим фактом є стан дружин апракарадж. За багатьма епіграфічними пам'ятками нам відомі імена дружин чи не всіх правителів Апраку. Іншим цікавим фактом є титул стратег, який носили, ймовірно, молодші представники династії. Наразі висловлено гіпотезу щодо певної експансії представників однієї з молодших гілок Апракараджів до Ґандгари та підтримку Апракараджами Абдагаза у боротьбі з кушанами.
На деяких, ймовірно перших емісій, монетах царя царів Саса(на) Гондофара, який імовірно наслідував Абдагаза (племінника царя царів Гондофара Великого) зазначено таке: «Магараджа, син брата Асп(аварм)и, захисник Сас» (CKC 289). Наразі під Аспою з цієї легенди запропоновано бачити представника молодшої гілки Апракарадж Аспаварму. Якщо в подальшому це припущення підтвердиться, то це пояснить зникнення Апракарадж за часів Кушан. Останньою епіграфічною згадкою представників цього царського роду є посвята доньки цариці Утари на ім'я Хамдадата, яку датовано 110—111 р. (CKI 225). Жодних титулів чи регалій Хамдадати чи її матері Утари не наведено. Жодного чоловіка з цього роду у посвяті вже не згадано.
| Царі Апраку      | Царі Апраку                   | Царі Апраку                                                      | Царі Апраку                                                                              | Царі Апраку |
| Ім'я             | Роки панування                | Ім'я та титулатура пракритами                                    | Джерело                                                                                  | Примітки |
| ---------------- | ----------------------------- | ---------------------------------------------------------------- | ---------------------------------------------------------------------------------------- | --- |
| Віджаямітра (I)  | остання чверть I ст. до н. е. | Viyakamitras̱a Apracaraj̱asa                                       | CKI 176                                                                                  | Перший наразі відомий раджа Апраку |
| Вішуварма        | (? — -1/1)                    | Viṣ̄uvarmasa Avacarayasa                                          | CKI 242, CKI 247, CKI 265                                                                | Син Віджаямітри (І) та батько Віджаямітри (ІІ). Правив, напевно, нетривалий час. Посвята його вдови Рухуньї, зроблена в часи правління їхнього сина (CKI 405), датована за різними, вживаними у той час ерами, дала можливість синхронізувати ці календарні системи. |
| Віджаямітра (II) | (-1/1 — після 31/32)          | Viyakamitras̱a Apracaraj̱asa / (raño) Kulutasa Vijayamitasa        | CKI 176, CKI 241, CKI 242, CKI 257, CKI 265, CKI 359, CKI 402, CKI 405, CKI 454, CKC 249 | Найвідоміший представник цієї династії. В останні роки правління, за царя царів Гондофара бив власну монету. |
| Індравасу        | (після 31/32 — ?)             | Iṃdravasu Apacaraja / Vijayamitraputrasa Itravasusa Apracarajasa | CKI 241, CKC 306                                                                         | Останній наразі відомий Апракараджа. Можливо, царство Апрака було ліквідовано внаслідок протистояння Кудзули Кадфіза та Абдагаза, небожа Гондофара. Бив власну монету (наразі дуже раритетні).                                                                       |

|  |  |  |  |  |  |  |  |  |  | Віджаямітра (І) | Віджаямітра (І) | Віджаямітра (І) | Віджаямітра (І) | Віджаямітра (І) | Віджаямітра (І) |  |  | ?                     | ?                     | ?                     | ?                     | ?                     | ?                     |  |  |           |           |           |           |           |           |  |  |             |             |             |             |             |             |  |  | Магашрава  | Магашрава  | Магашрава  | Магашрава  | Магашрава  | Магашрава  |  |  | ?                                  | ?                                  | ?                                  | ?                                  | ?                                  | ?                                  |  |  |             |             |             |             |             |             |  |  |           |           |           |           |           |           |  |  |                      |                      |                      |                      |                      |                      |  |  |          |          |          |          |          |          |  |  |  |  |  |  |  |  |  |  |  |  |  |  |  |  |  |  |  |  |  |  |  |  |  |  |  |  |  |  |  |  |  |  |  |  |  |  |
|  |  |  |  |  |  |  |  |  |  | Віджаямітра (І) | Віджаямітра (І) | Віджаямітра (І) | Віджаямітра (І) | Віджаямітра (І) | Віджаямітра (І) |  |  | ?                     | ?                     | ?                     | ?                     | ?                     | ?                     |  |  |           |           |           |           |           |           |  |  |             |             |             |             |             |             |  |  | Магашрава  | Магашрава  | Магашрава  | Магашрава  | Магашрава  | Магашрава  |  |  | ?                                  | ?                                  | ?                                  | ?                                  | ?                                  | ?                                  |  |  |             |             |             |             |             |             |  |  |           |           |           |           |           |           |  |  |                      |                      |                      |                      |                      |                      |  |  |          |          |          |          |          |          |  |  |  |  |  |  |  |  |  |  |  |  |  |  |  |  |  |  |  |  |  |  |  |  |  |  |  |  |  |  |  |  |  |  |  |  |  |  |
|  |  |  |  |  |  |  |  |  |  |                 |                 |                 |                 |                 |                 |  |  |                       |                       |                       |                       |                       |                       |  |  |           |           |           |           |           |           |  |  |             |             |             |             |             |             |  |  |            |            |            |            |            |            |  |  |                                    |                                    |                                    |                                    |                                    |                                    |  |  |             |             |             |             |             |             |  |  |           |           |           |           |           |           |  |  |                      |                      |                      |                      |                      |                      |  |  |          |          |          |          |          |          |  |  |  |  |  |  |  |  |  |  |  |  |  |  |  |  |  |  |  |  |  |  |  |  |  |  |  |  |  |  |  |  |  |  |  |  |  |  |
|  |  |  |  |  |  |  |  |  |  |                 |                 |                 |                 |                 |                 |  |  |                       |                       |                       |                       |                       |                       |  |  |           |           |           |           |           |           |  |  |             |             |             |             |             |             |  |  |            |            |            |            |            |            |  |  |                                    |                                    |                                    |                                    |                                    |                                    |  |  |             |             |             |             |             |             |  |  |           |           |           |           |           |           |  |  |                      |                      |                      |                      |                      |                      |  |  |          |          |          |          |          |          |  |  |  |  |  |  |  |  |  |  |  |  |  |  |  |  |  |  |  |  |  |  |  |  |  |  |  |  |  |  |  |  |  |  |  |  |  |  |
|  |  |  |  |  |  |  |  |  |  | Вішуварма       | Вішуварма       | Вішуварма       | Вішуварма       | Вішуварма       | Вішуварма       |  |  | Рухунья(ка)           | Рухунья(ка)           | Рухунья(ка)           | Рухунья(ка)           | Рухунья(ка)           | Рухунья(ка)           |  |  |           |           |           |           |           |           |  |  |             |             |             |             |             |             |  |  |            |            |            |            |            |            |  |  | Бгаґадата                          | Бгаґадата                          | Бгаґадата                          | Бгаґадата                          | Бгаґадата                          | Бгаґадата                          |  |  |             |             |             |             |             |             |  |  |           |           |           |           |           |           |  |  | Рамака               | Рамака               | Рамака               | Рамака               | Рамака               | Рамака               |  |  | Дашака   | Дашака   | Дашака   | Дашака   | Дашака   | Дашака   |  |  |  |  |  |  |  |  |  |  |  |  |  |  |  |  |  |  |  |  |  |  |  |  |  |  |  |  |  |  |  |  |  |  |  |  |  |  |
|  |  |  |  |  |  |  |  |  |  | Вішуварма       | Вішуварма       | Вішуварма       | Вішуварма       | Вішуварма       | Вішуварма       |  |  | Рухунья(ка)           | Рухунья(ка)           | Рухунья(ка)           | Рухунья(ка)           | Рухунья(ка)           | Рухунья(ка)           |  |  |           |           |           |           |           |           |  |  |             |             |             |             |             |             |  |  |            |            |            |            |            |            |  |  | Бгаґадата                          | Бгаґадата                          | Бгаґадата                          | Бгаґадата                          | Бгаґадата                          | Бгаґадата                          |  |  |             |             |             |             |             |             |  |  |           |           |           |           |           |           |  |  | Рамака               | Рамака               | Рамака               | Рамака               | Рамака               | Рамака               |  |  | Дашака   | Дашака   | Дашака   | Дашака   | Дашака   | Дашака   |  |  |  |  |  |  |  |  |  |  |  |  |  |  |  |  |  |  |  |  |  |  |  |  |  |  |  |  |  |  |  |  |  |  |  |  |  |  |
|  |  |  |  |  |  |  |  |  |  |                 |                 |                 |                 |                 |                 |  |  |                       |                       |                       |                       |                       |                       |  |  |           |           |           |           |           |           |  |  |             |             |             |             |             |             |  |  |            |            |            |            |            |            |  |  |                                    |                                    |                                    |                                    |                                    |                                    |  |  |             |             |             |             |             |             |  |  |           |           |           |           |           |           |  |  |                      |                      |                      |                      |                      |                      |  |  |          |          |          |          |          |          |  |  |  |  |  |  |  |  |  |  |  |  |  |  |  |  |  |  |  |  |  |  |  |  |  |  |  |  |  |  |  |  |  |  |  |  |  |  |
|  |  |  |  |  |  |  |  |  |  |                 |                 |                 |                 |                 |                 |  |  |                       |                       |                       |                       |                       |                       |  |  |           |           |           |           |           |           |  |  |             |             |             |             |             |             |  |  |            |            |            |            |            |            |  |  |                                    |                                    |                                    |                                    |                                    |                                    |  |  |             |             |             |             |             |             |  |  |           |           |           |           |           |           |  |  |                      |                      |                      |                      |                      |                      |  |  |          |          |          |          |          |          |  |  |  |  |  |  |  |  |  |  |  |  |  |  |  |  |  |  |  |  |  |  |  |  |  |  |  |  |  |  |  |  |  |  |  |  |  |  |
|  |  |  |  |  |  |  |  |  |  | Вага            | Вага            | Вага            | Вага            | Вага            | Вага            |  |  | Віджаямітра (ІІ)      | Віджаямітра (ІІ)      | Віджаямітра (ІІ)      | Віджаямітра (ІІ)      | Віджаямітра (ІІ)      | Віджаямітра (ІІ)      |  |  | Прабгуті  | Прабгуті  | Прабгуті  | Прабгуті  | Прабгуті  | Прабгуті  |  |  | Індраварман | Індраварман | Індраварман | Індраварман | Індраварман | Індраварман |  |  | Утара      | Утара      | Утара      | Утара      | Утара      | Утара      |  |  | доньки: Ніка, Васавадата, Магаведа | доньки: Ніка, Васавадата, Магаведа | доньки: Ніка, Васавадата, Магаведа | доньки: Ніка, Васавадата, Магаведа | доньки: Ніка, Васавадата, Магаведа | доньки: Ніка, Васавадата, Магаведа |  |  | Субгутіка   | Субгутіка   | Субгутіка   | Субгутіка   | Субгутіка   | Субгутіка   |  |  |           |           |           |           |           |           |  |  | Магаварман           | Магаварман           | Магаварман           | Магаварман           | Магаварман           | Магаварман           |  |  | Магендра | Магендра | Магендра | Магендра | Магендра | Магендра |  |  |  |  |  |  |  |  |  |  |  |  |  |  |  |  |  |  |  |  |  |  |  |  |  |  |  |  |  |  |  |  |  |  |  |  |  |  |
|  |  |  |  |  |  |  |  |  |  | Вага            | Вага            | Вага            | Вага            | Вага            | Вага            |  |  | Віджаямітра (ІІ)      | Віджаямітра (ІІ)      | Віджаямітра (ІІ)      | Віджаямітра (ІІ)      | Віджаямітра (ІІ)      | Віджаямітра (ІІ)      |  |  | Прабгуті  | Прабгуті  | Прабгуті  | Прабгуті  | Прабгуті  | Прабгуті  |  |  | Індраварман | Індраварман | Індраварман | Індраварман | Індраварман | Індраварман |  |  | Утара      | Утара      | Утара      | Утара      | Утара      | Утара      |  |  | доньки: Ніка, Васавадата, Магаведа | доньки: Ніка, Васавадата, Магаведа | доньки: Ніка, Васавадата, Магаведа | доньки: Ніка, Васавадата, Магаведа | доньки: Ніка, Васавадата, Магаведа | доньки: Ніка, Васавадата, Магаведа |  |  | Субгутіка   | Субгутіка   | Субгутіка   | Субгутіка   | Субгутіка   | Субгутіка   |  |  |           |           |           |           |           |           |  |  | Магаварман           | Магаварман           | Магаварман           | Магаварман           | Магаварман           | Магаварман           |  |  | Магендра | Магендра | Магендра | Магендра | Магендра | Магендра |  |  |  |  |  |  |  |  |  |  |  |  |  |  |  |  |  |  |  |  |  |  |  |  |  |  |  |  |  |  |  |  |  |  |  |  |  |  |
|  |  |  |  |  |  |  |  |  |  |                 |                 |                 |                 |                 |                 |  |  |                       |                       |                       |                       |                       |                       |  |  |           |           |           |           |           |           |  |  |             |             |             |             |             |             |  |  |            |            |            |            |            |            |  |  |                                    |                                    |                                    |                                    |                                    |                                    |  |  |             |             |             |             |             |             |  |  |           |           |           |           |           |           |  |  |                      |                      |                      |                      |                      |                      |  |  |          |          |          |          |          |          |  |  |  |  |  |  |  |  |  |  |  |  |  |  |  |  |  |  |  |  |  |  |  |  |  |  |  |  |  |  |  |  |  |  |  |  |  |  |
|  |  |  |  |  |  |  |  |  |  |                 |                 |                 |                 |                 |                 |  |  |                       |                       |                       |                       |                       |                       |  |  |           |           |           |           |           |           |  |  |             |             |             |             |             |             |  |  |            |            |            |            |            |            |  |  |                                    |                                    |                                    |                                    |                                    |                                    |  |  |             |             |             |             |             |             |  |  |           |           |           |           |           |           |  |  |                      |                      |                      |                      |                      |                      |  |  |          |          |          |          |          |          |  |  |  |  |  |  |  |  |  |  |  |  |  |  |  |  |  |  |  |  |  |  |  |  |  |  |  |  |  |  |  |  |  |  |  |  |  |  |
|  |  |  |  |  |  |  |  |  |  | Індраґіварман   | Індраґіварман   | Індраґіварман   | Індраґіварман   | Індраґіварман   | Індраґіварман   |  |  | Індравасу             | Індравасу             | Індравасу             | Індравасу             | Індравасу             | Індравасу             |  |  | Васумітра | Васумітра | Васумітра | Васумітра | Васумітра | Васумітра |  |  | Хамдадата   | Хамдадата   | Хамдадата   | Хамдадата   | Хамдадата   | Хамдадата   |  |  | Аспаварман | Аспаварман | Аспаварман | Аспаварман | Аспаварман | Аспаварман |  |  | Вішпаварман                        | Вішпаварман                        | Вішпаварман                        | Вішпаварман                        | Вішпаварман                        | Вішпаварман                        |  |  | Шиширена    | Шиширена    | Шиширена    | Шиширена    | Шиширена    | Шиширена    |  |  | Індрасена | Індрасена | Індрасена | Індрасена | Індрасена | Індрасена |  |  | Сатролай (Шатрулека) | Сатролай (Шатрулека) | Сатролай (Шатрулека) | Сатролай (Шатрулека) | Сатролай (Шатрулека) | Сатролай (Шатрулека) |  |  | Давілі   | Давілі   | Давілі   | Давілі   | Давілі   | Давілі   |  |  |  |  |  |  |  |  |  |  |  |  |  |  |  |  |  |  |  |  |  |  |  |  |  |  |  |  |  |  |  |  |  |  |  |  |  |  |
|  |  |  |  |  |  |  |  |  |  | Індраґіварман   | Індраґіварман   | Індраґіварман   | Індраґіварман   | Індраґіварман   | Індраґіварман   |  |  | Індравасу             | Індравасу             | Індравасу             | Індравасу             | Індравасу             | Індравасу             |  |  | Васумітра | Васумітра | Васумітра | Васумітра | Васумітра | Васумітра |  |  | Хамдадата   | Хамдадата   | Хамдадата   | Хамдадата   | Хамдадата   | Хамдадата   |  |  | Аспаварман | Аспаварман | Аспаварман | Аспаварман | Аспаварман | Аспаварман |  |  | Вішпаварман                        | Вішпаварман                        | Вішпаварман                        | Вішпаварман                        | Вішпаварман                        | Вішпаварман                        |  |  | Шиширена    | Шиширена    | Шиширена    | Шиширена    | Шиширена    | Шиширена    |  |  | Індрасена | Індрасена | Індрасена | Індрасена | Індрасена | Індрасена |  |  | Сатролай (Шатрулека) | Сатролай (Шатрулека) | Сатролай (Шатрулека) | Сатролай (Шатрулека) | Сатролай (Шатрулека) | Сатролай (Шатрулека) |  |  | Давілі   | Давілі   | Давілі   | Давілі   | Давілі   | Давілі   |  |  |  |  |  |  |  |  |  |  |  |  |  |  |  |  |  |  |  |  |  |  |  |  |  |  |  |  |  |  |  |  |  |  |  |  |  |  |
|  |  |  |  |  |  |  |  |  |  |                 |                 |                 |                 |                 |                 |  |  |                       |                       |                       |                       |                       |                       |  |  |           |           |           |           |           |           |  |  |             |             |             |             |             |             |  |  |            |            |            |            |            |            |  |  |                                    |                                    |                                    |                                    |                                    |                                    |  |  |             |             |             |             |             |             |  |  |           |           |           |           |           |           |  |  |                      |                      |                      |                      |                      |                      |  |  |          |          |          |          |          |          |  |  |  |  |  |  |  |  |  |  |  |  |  |  |  |  |  |  |  |  |  |  |  |  |  |  |  |  |  |  |  |  |  |  |  |  |  |  |
|  |  |  |  |  |  |  |  |  |  |                 |                 |                 |                 |                 |                 |  |  |                       |                       |                       |                       |                       |                       |  |  |           |           |           |           |           |           |  |  |             |             |             |             |             |             |  |  |            |            |            |            |            |            |  |  |                                    |                                    |                                    |                                    |                                    |                                    |  |  |             |             |             |             |             |             |  |  |           |           |           |           |           |           |  |  |                      |                      |                      |                      |                      |                      |  |  |          |          |          |          |          |          |  |  |  |  |  |  |  |  |  |  |  |  |  |  |  |  |  |  |  |  |  |  |  |  |  |  |  |  |  |  |  |  |  |  |  |  |  |  |
|  |  |  |  |  |  |  |  |  |  |                 |                 |                 |                 |                 |                 |  |  | Віджаямітра (III) (?) | Віджаямітра (III) (?) | Віджаямітра (III) (?) | Віджаямітра (III) (?) | Віджаямітра (III) (?) | Віджаямітра (III) (?) |  |  |           |           |           |           |           |           |  |  |             |             |             |             |             |             |  |  |            |            |            |            |            |            |  |  | Сасан Гондофар                     | Сасан Гондофар                     | Сасан Гондофар                     | Сасан Гондофар                     | Сасан Гондофар                     | Сасан Гондофар                     |  |  | Індраварман | Індраварман | Індраварман | Індраварман | Індраварман | Індраварман |  |  |           |           |           |           |           |           |  |  | Індрасена            | Індрасена            | Індрасена            | Індрасена            | Індрасена            | Індрасена            |  |  | Менандр  | Менандр  | Менандр  | Менандр  | Менандр  | Менандр  |  |  |  |  |  |  |  |  |  |  |  |  |  |  |  |  |  |  |  |  |  |  |  |  |  |  |  |  |  |  |  |  |  |  |  |  |  |  |

#### Удіраджі(ЦаріУддіяни)

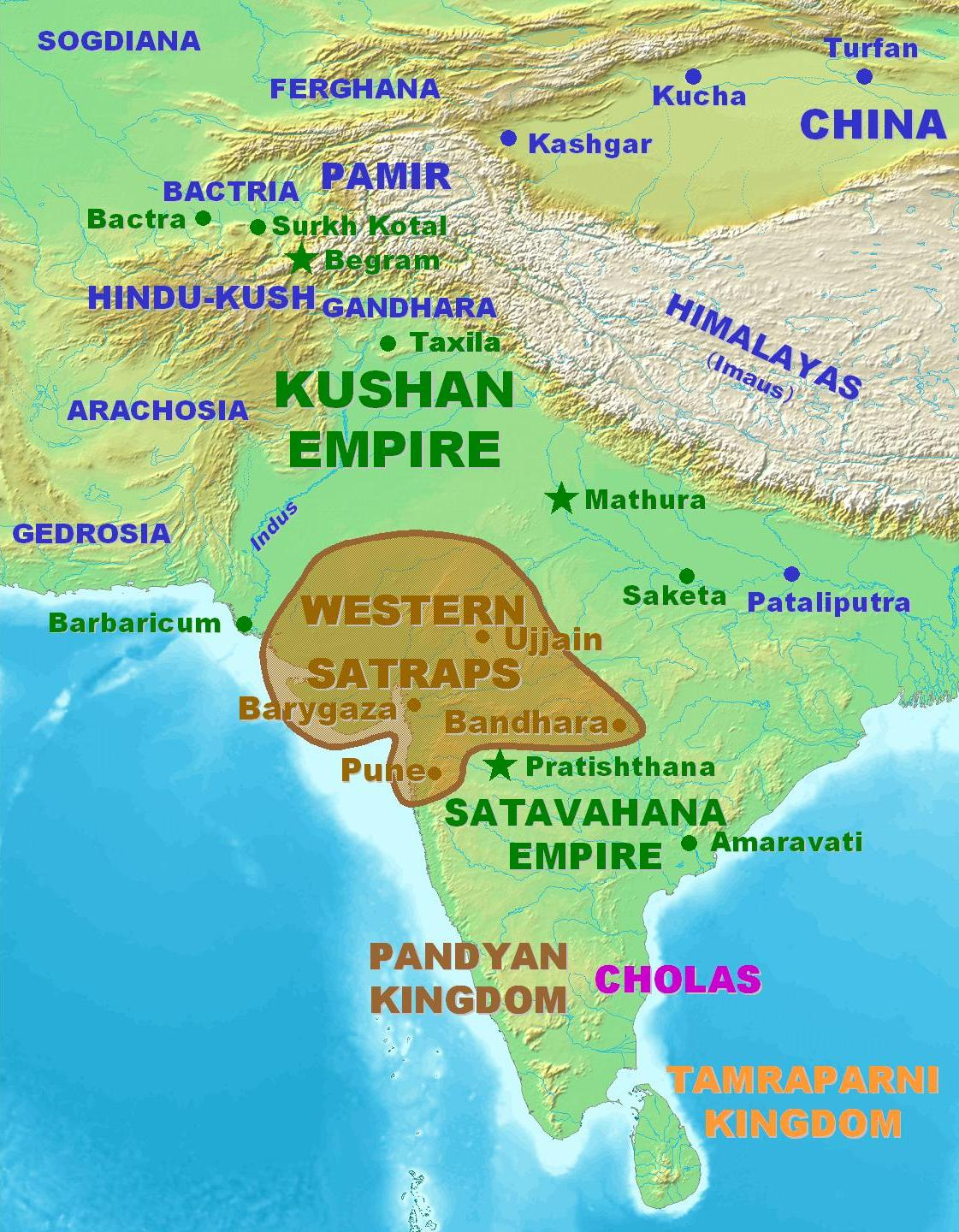
Мапа царства магакшатрапів Удзі (Західні Кшатрапи)

Одіраджі — династія царів Уді, царства, що було розташовано у сучасній провінції Сват. Царі Уді не були саками, це була автохтонна кшатрійська родина, що декларувала свою належність до Ікшваку (Сонячної Династії), однієї з двох головних міфічних династій кшатріїв в індуїзмі, до якої належав, за міфами, й Будда. На початку I ст. Удіраджі були палкими прихильниками буддизму. Саме з різних посвят, які супроводжували їхні дарунки буддійським громадам наразі відомі не тільки імена представників цієї династії, а ще й імена історичних персон, яких більше ніде не згадано (як приклад — Садашка(на), син Кудзули Кадфіза). Грунтуючись на цій згадці, висловлено думку, що підчас гіпотетичного протистояння між Кудзулою Кадфізом та Абдагазом Удіраджі підтримали першого.
| Царі Уді    | Царі Уді                      | Царі Уді                                  | Царі Уді                  | Царі Уді |
| Ім'я        | Роки панування                | Ім'я та титулатура пракритами             | Джерело                   | Примітки |
| ----------- | ----------------------------- | ----------------------------------------- | ------------------------- | --- |
| Бгадасена   |                               | bhadaseṇa raya                            | CKI 249                   | наразі відомий лише з посвяти Сенаварми, як перший, можливо мифічний, цар Уджаяни. |
|             |                               |                                           |                           | |
| Утарасена   |                               | utaraseṇa                                 | CKI 249                   | зроблено декілька спроб локалізувати «ступу Уттарасени», але наразі жодна з пропозицій не є достатньо переконливою. |
| Васусена    |                               | utaraseṇaputre vasuseṇe oḍiraya           | CKI 249                   | син Утарасени |
| Дішасена    |                               | diśaseṇo oḍiraya                          | CKI 249                   | |
| Віджідасена |                               | rajasa vijidaseṇasa                       | CKI 334                   | син Дішасени |
| Аджідасена  | (3-я чверть I ст.)            | ayidaseṇo oḍiraya ajidaseṇa oḍiraja(sa)   | CKI 249, CKI 334, CKI 401 | син Віджідасени, дружина (одна з дружин) — Узамда. Єдину відому посвяту цього царя датовано 4 роком його панування. |
| Вармасена   | (3-я чверть I ст. — до 64/71) | varmaseṇo oḍiraya varmaseṇasa oḍiraya(sa) | CKI 249, CKI 401          | син Аджідасени, єдину його посвяту датовано 5 роком правління. |
| Сенаварма   | (64/71 — після 78/85)         | seṇavarme iśpare oḍiraya                  | CKI 249                   | син Аджідасени. Його, найінформативнішу з усіх посвят царів Уді, посвяту датовано 14 роком правління. У ній згадано Садашк(ан)у, «сина великого царя, царя царів, сина бога» Кудзули Кадфіза Кушана, без згадки наслідного принца Віми Такту, тобто 14 р. Сенаварми можна датувати в діапазоні 78-85 рр. |

#### Кшагарата
Кшагарата — найвідоміший сакський рід, який у жодній наразі відомій епіграфічній пам'ятці не декларував своєї належності чи родинних стосунків з правлячою сакською династією, тобто, найімовірніше, до неї не належав. Щодо етимології назви цієї династії висловлено декілька абсолютно різних думок, найбільш прийнятною (але не загальновизнаною) залишається від праір. *xšaxr + *rada — володінь/земель хранитель/наглядач. Серед пастухів Декану й наразі є поширеним прізвище Кхарата, яке інколи пов'язують з цією династією.
Отже, першою згадкою Кшагарата є монети з легендами кхар. kșaharada kșadapa jayata higataka higaraka bhadara — Кшагарати переможні Гіґатака та Гіґарака брати. Гіпотетично, вони були сатрапами Чухса (сучасний Чач) й поновили владу над Пенджабом разом з Харагостом, сином Арти, після нетривалого повернення Пенджабу під владу грецьких царів Аполодота II чи Діонісія, які, свого часу, захопили Західний Пенджаб по смерті Мая Сурени. Також з нумізматичних джерел відоме ім'я їхнього можливого наступника на ім'я Гастадата.
Наступна згадка Кшагаратів — мідяна пластина з Таксили у тексті якої згадано Кшагарата Чухси кшатрапа Ліяку Кудзулуку та його сина Патіку (kṣaharatasa Cukhsasa ca kṣatrapasa Liako Kusuluko, CKI 46). Напис датовано 78 роком магараджі Моги Великого. У відомому написі з Матхури (CKI 48) серед сакських правителів різних територій згадано й великого кшатрапа Кудзули (сина) Патіку (mahakṣatravasa Kusulaasa Patikasa), тобто Патіку вже офіційно називають «магакшатрапом», й він вже керує не Чухсою. У Чухсі близько цього часу ми можемо побачити кшатрапів Манігулу (Manigulasa Chatrapasa), «брата великого царя», та його сина й наступника Джигуньясу-Зейоніса, який згодом назве себе «великий кшатрап» (Manigulaputrasa Jihuniasa Mahachatrapasa). Причини таких переміщень невідомі, наразі єдиним їхнім поясненням є фраза з «Періплу Еритрейського Моря»: «…керують /Скіфією/ парфянські царі, які весь час одне одного женуть…».
Окремо слід зазначити, що наразі невідомі епіграфічні пам'яти зі згадкою Кшагаратів, які датовано за ерою Аза I Великого. В обидвох відомих пам'ятках згадано великого попередника Аза I Мая-Могу, що може свідчити про непрості стосункі Кшагаратів із гілкою Сурена, яку представляв Аз I та його наступники. Можливо саме це було визначальним чинником нестабільного стану представників Кшагарата.
Як би не було, але наступний відомий Кшагарата — Абгірака/Айбірака (Kaharatasa katarapasa jayatasa Abhirakasa/ CATAPATOY CATPAΠOY AYBIPAKOY), на початку правління Гондофара, після нетривалого карбування монет у Ґандгарі, з'являється далеко на півдні, започаткувавши в Гуджараті та Малаві державу, яку для зручності в новітній час називають Західні Кшатрапи. Після Абгіраки наразі відомі ще правителі, що звуть себе Кшагарата: Бгумака (Kshaharatasa Kshatrapasa Bhumakasa), Нагапана, цар та великий кшатрап (Rajna Mahakhatapasa Nahapanasa), який захопив низку територій у Саттаваханів, а наприкінці втратив їх у війні з Сатаваханом Шрі Сатакарні Гаутаміпутрою до/близько 78 р. Останній напис зі згадкою Нагапани датовано 46 роком невизначеної ери. Найбільш вірогідним є припущення, що це була ера власне Кшагаратів із моменту заснування ними власної держави у Гуджараті.
Окремо слід згадати ще Горумурнату (TODYWALLA AUCTIONS, AUCTION 96, LOT 13), який відомий лише за раритетними монетами. Але інформація щодо автентичності цих монет відсутня, місце цих представників Кшагарата в династійній історії невизначене.
| Представники Кшагарата                 | Представники Кшагарата      | Представники Кшагарата               | Представники Кшагарата | Представники Кшагарата                              | Представники Кшагарата | Представники Кшагарата |
| Ім'я                                   | Роки панування              | Ім'я та титулатура грецькою          | Джерело                | Ім'я та титулатура пракритами                       | Джерело                | Примітки |
| -------------------------------------- | --------------------------- | ------------------------------------ | ---------------------- | --------------------------------------------------- | ---------------------- | --- |
| Кшагарата Гіґатака та Гіґарака (брати) | бл. сер. I ст. до н. е.     | ΣA•APATΗΣ ΣATPAΦΩ BAPTAPA            | нумізматика            | kșaharada kșadapa jayata higataka higaraka bhadara  | нумізматика            | гіпотетично вдруге захопили Таксілу після Аполодота II чи Гіппострата I, перебивши та наслідуючи монети останніх                                                                          |
| Кшагарата Гастадата                    | третя чверть I ст. до н. е. | ΟΣTΟΔATΟΥ ΣATPAΠOY ΣATAPATΟY         | нумізматика            | kșa[haratasa] kșatrapasa jayata[sa] [ha]stadata[sa] | нумізматика            | наступник попередніх (?) |
|                                        |                             |                                      |                        |                                                     |                        | |
| Кшагарата Госпа                        | третя чверть I ст. до н. е. | [Σ]APAT… [Σ]ATPAΠOY ANIKHTO.. OΣΠΗOΣ | нумізматика            | Chaharata Chadrapasa Jayatasa Hospisa               | нумізматика            | наступник попереднього (?) |
| Кшагарата Ліяка Кудзулука              | поч. І ст.                  |                                      |                        | kṣaharatasa Cukhsasa ca kṣatrapasa Liako Kusuluko   | CKI 46                 | перший наразі відомий Кшагарата та кшатрап м. Чухса; мідяна пластина Ліяки Кудзулуки — наразі єдина відома епіграфічна пам'ятка, яку датовано за «ерою Моги»                              |
| Патіка (син) Кудзулуки                 | перша чверть І ст.          |                                      |                        | Patiko                                              | CKI 46                 | син Ліяки Кудзулуки; у CKI 48 його згадано серед представників роду Сурена як «великого кшатрапа»                                                                                         |
| Патіка (син) Кудзулуки                 | перша чверть І ст.          | mahakṣatravasa Kusulaasa Patikasa    | CKI 48                 |                                                     |                        | син Ліяки Кудзулуки; у CKI 48 його згадано серед представників роду Сурена як «великого кшатрапа»                                                                                         |
| Кшагарата Айбірака                     | друга чверть І ст.          | CATAPATOY CATPAΠOY AYBIPAKOY         | нумізматика            | Kaharatasa katarapasa jayatasa Abhirakasa           | нумізматика            | Ймовірно Айбірака/Абгірака перший з Кшагаратів правив територіями у Малаві та Гуджараті, які згодом стали центром держави, що наразі умовно зветься Західні Кшатрапи                      |
| Кшагарата Бгумака                      | близько сер. І ст.          |                                      |                        | Kshaharatasa Kshatrapasa Bhumakasa                  | нумізматика            | наступник Айбіраки |
| Кшагарата Нагапана                     | до 60-их рр. — бл./до 77/78 | PANNIΩ ΞAHAPATAΣ NAHAΠANAΣ           |                        | rajño Kṣaharatasa Nahapanasa                        | нумізматика            | наступник Бгумаки, чи не наймогутніший представник Кшагарата, тривалий час вдало воював проти Сатаваханів, наприкінці життя зазнав жахливої поразки та можливо загинув у боротьбі з ними. |
| Кшагарата Горумундата                  | 77-78 ст.                   |                                      |                        | rājño kṣaharatasa horamudātasa                      | (лот № 13) нумізматика | Відомий лише за дуже раритетними монетами, будь-яка інша інформація відсутня. |

## Саки Семиріччя (Сакаравали, Сакарауки, Індо-Скіфи) в джерелах

### Саки в античних джерелах

##### Страбон.Географія. 11.8.2.[42]
11.8.2. найбільш відомі з кочовиків ті, що забрали у еллінів Бактріану, а саме: асії, пасіани, тохари, сакаравли…

##### Юстин. Епітома творуПомпея Трога«Historiae Philippicae».[43][44]
XLII. Асіанські царі токарів та загибель сарауків.
XLII. 1. (2)… скіфів було призвано за платню на допомогу парфянам проти Антіоха, царя Сирії, але з'явилися, коли війну було закінчено. Їх було безпідставно звинувачено в тому, що вони запізнилися з допомогою та відмовлено в обумовленій оплаті. Скіфи, невдоволені тим, що дарма робили таку далеку подорож, почали вимагати аби їм сплатили обумовлене, або скерували на іншого ворога. Ображені гонористою відмовою, скіфи почали грабувати парфянські землі. (3) Тому Фраат виступив проти них… (4) А сам Фраат повів з собою на війну військо з греків, яких полонив під час війни з Антіохом та з яким поводився гонористо та жорстоко… (5) Тому, коли греки побачили, що бойова лінія парфян затремтіла, вони перекинулися до скіфів та відплатили довгоочікуваною помстою за полон, знищив у кривавій різанині й парфянське військо, й самого Фраата.
2. (1) Замість Фраата було поставлено царем його стрия Артабана. Скіфи, задовільнившись перемогою та розграбувавши Парфію, повернулися додому. (2) Але й Артабана під час війни з тохарами, на яких він напав, було поранено у руку, й невдовзі він помер. (3) Йому наслідував його син Мітрідат, який за власну звитягу мав прізвище Великий… (5) Декілька разів він вів проти скіфів вдалі війни та став месником за ганьбу пращурів…

##### Періпл Еритрейського моря[45]
38. За цією країною, де берег, через те, що затоки зі сходу глибоко врізаються в материк, вже згинається, немов ріг, починаються приморські частини Скіфіі, звернені до самої півночі, дуже низинні, з яких річка Сінт, найбільша з річок узбережжя Еритрейского моря, викидає в море величезну кількість води… Ця річка має сім гирл; вони вузькі та повні мілин, за іншими судноплавство неможливе, окрім як по одному — по середньому, на якому й стоїть приморський базар Барбарікон. Перед ним лежить маленький острівець, а в глибині материка — столиця Скіфії Міннагара; керують /Скіфією/ парфянські царі, які весь час одне одного женуть.
41. Відразу ж за Баракою затока Барігаза і берег країни Аріяки — початок царства Манбана /Нагапани/ й усієї Індії. Що лежить вглиб материка та межуєі з Скіфією, мають назву Аберія, приморські ж — Сюрастрена… Столиця ж країни — Міннагара…
47. За Барігазою в глиб материка мешкає багато народів: Аратрії, Арахузії, Гандараї, і народ Проклаїди, де розташована Олександрія Букефалія. А за ними живе дуже войовничий народ бактріянів…

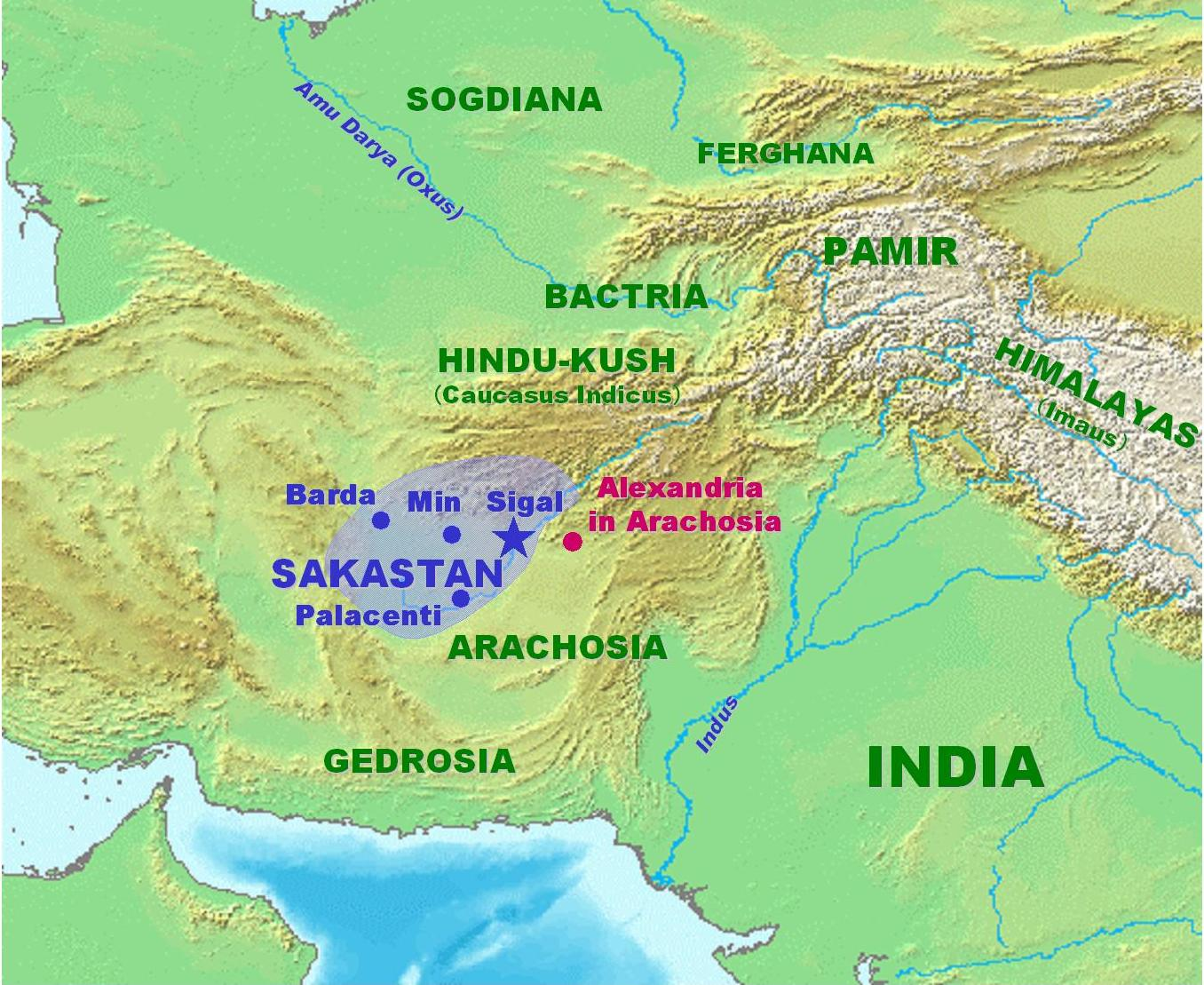
Мапа Сакастану з містами Сігал (Sigal), Барда (Barda), Мін (Min), Палакенти (Palacenti)

48. Є у ній на сході місто, що зветься Озене, у якому раніше був царський двір…

##### Ісидор із Хараксу. Парфянські станції.[46]
17. Звідси Зарангіана, що простирається на двадцать один схойн. Тут міста Парін та Кророк.
18. Звідси Сакастан, який також звуть Паретакеною, земля скіфів саків, протяжністю у шістдесят три схойни. Тут міста Барда, Мін, Палакенти та Сігал. Тут столиця саків та поруч розташовано місто Олександрія. Сел шість.
19. Звідси Арахосія, що простирається на тридцять шість схойнів. Парфяни звуть її Білою Індією. Тут міста Біут, Фарсана, Корохоа, Деметрія. Далі грецьке місто Олександрополь, столиця Арахосії, якою тече річка Арахота. До цього місця володіння парфян.

##### Лукіан. Довгожителі.[49]
15. Сінатрока, парфянського царя, восьмидесятирічним поставлено у його країні сакаураками скіфами, що звели його на трон та підтримували сім років.

### Саки в індійських джерелах
Окрім згадок шаків у малоінформативних релігійно-філософських трактатах, де головним мотивом була популяризація думки про чужорідність та нице походження сакських династів та саків взагалі, наразі відома низка епіграфічних пам'яток, які так чи інакше стосуються саків.

##### Написи з печерних храмових комплексів
- Напис #10 з печери #10 (Насік, уривок).
… царя Кшагарата кшатрапа Нагапани зять, син Дініки Ушавадата … І за наказом царя я пішов звільнити правителя Уттамабхадра, якого Малайї взяли в облогу в сезон дощів, а ті Малаї втекли тільки почувши (про наше військо), і всіх їх полонили воїни Уттамабхадра…
- Напис #11 з печери #10 (Насік, уривок).
… царя Кшагарата кшатрапа Нагапани донька, сина Дініки Ушавадати дружина Дахамітра. Ця обитель — її дар.
- Напис #12 з печери #10 (Насік, уривок).
… у рік 42, місяця Весаха,[50] царя Кшагарата кшатрапа Нагапани зять, син Дініки Ушавадата … Знову пожертва, зроблена ним 41 року п'ятнадцятого дня яскравої половини місяця Картика,[51] була зроблена 45 року п'ятнадцятого…
- Напис #13 з печери #10 (Насік, уривок).
… царя Кшагарата кшатрапа Нагапани донька, сина Дініки Ушавадати дружина Дахамітра. Ця обитель — її дар.
- Напис #14(a) з печери #10 (Насік, уривок).
… кшатрапа Нагапани зять, … Сак Ушавадата…
- Напис #2 з печери #3 (Насік) Гаутамі Балашрі, присвячений її сину Шрі Сатакарні Гаутаміпутрі (уривки).
… царя царів Шрі Сатакарані Гаутаміпутри, царя Асіка, Асака, Мулака, Суратхи, Кукури, Апаранти, Анупи, Відабхи, Акараванті; володар гір Віндх'я, Чхавата, Парічата, Сах'я, Кангагірі, Мача, Сірітана, Малая, Махендри, Сетагірі, Чакора… 
… що розпорошив гордість та пиху Кшатріїв, що винищив Саків, Яванів та Пахлавів; … що геть викорінив рід Кшагаратів…
- напис #26 в печері #6 (Джуннар)
За царя магакшатрапа господаря Нагапани наказом перший міністр Аяма з Вача-Готри за заслуги зробив пам'ятний дарунок — цистерну — року 46.

### Саки в ханських джерелах

##### Бань Ґу.Ханьшу.[52]
XIII, 96/1. Цзибінь. Правління цзибіньського володаря у місті Сюньсяні, від Чан'ань на 12200 лі. Від незалежний від духу, та за кількістю населення та війська вважається сильним правителем. На пн.-сх. до місця перебування духу 6840, на схід до Уто 2250 лі. На пн.-сх. до Наньду дев'ять діб шляху. На пн.-з. межує з Великим Юечжі, на пд.-з. з Уішаньлі. В минулому хунну розбили Великого Юечжі. Великий Юечжі заволодів Дася, а володар се захопив на півдні Цзибінь. Народ се розділився та розпорошився та шляхом утворив декілька царств. Піддані Сюсюнь та Цзюаньду, що на північний захід від Шуле, усі є нащадками давніх сесців… Сполучення між Хань та Цзибінь розпочато за часів У-ді (141-87). У Цзибінь вважали, що Хань задалека, й ханське військо не в змозі дістатися туди; тому Утолао неодноразово грабував та нищив ханських посланців. По смерті Утолао син його Дай успадкував владу та відправив посланця з дарунками; Ханський Двір навзаєм послав гуаньдуюя Винь Чжуна супроводити посланця назад. Володар мав намір знищити Винь Чжуна, та останній, побачивши його наміри, змовився з князем Іньмофу, вбив володаря, звів Іньмофу до цзибіньського престолу та дав йому печатку з мотузками. Згодом Гюнь Хей, якого Чжао-ді (86-74) було відправлено посланцем до Цзибінь, розсварився з Іньмофу. Іньмофу закував його у колодки, вбив його товариша та біля 70 людей з посольства, та відправив свого посланця до Двору з перепрошеннями. Сюань-ді (73-49), враховуючи віддаленість країни, нічого не відповів, відпустив посланця за Сяньду та остаточно припинив зв'язки з Цзибінь. За Чен-ді (33—7) з Цзибінь було прислано посольство з вибаченнями та дарунками…
…
Країна Уішаньлі. Резиденція володаря країни розташована за 12200 лі від Чан'ані. Це велика країна з численним населенням та відмінним військом. Незалежна від духу. На північний схід, до ставки духу 60 днів шляху. На сході країни межує з Цзибінь. На півночі — з Бутао, на заході — з Лігань та Тяочжі…

##### Фань Є.Хоу Ханьшу.
XXIII. 88. Царство Гаофу розташоване на пд.-з. від Великого Юечжі. Це також велике царство. Його звичаї схожі Тяньчжу, але слабше та легко підкорюється. Вправні у торгівлі, зберігають статки грошима. Було залежним не завжди. Три царства — Тяньчжу, Цзибінь та Аньсі посилюючись володіли ним, слабнучі втрачали його. Але ніколи не корилося Великому Юечжі та в «Хань шу» серед п'яти сіхоу помилково. Врешті підкорилося Аньсі. Коли Велике Юечжі перемогло Аньсі, вперше заволоділо Гаофу.